# Ulf Dextegen
Ulf Dextegen, född 16 november 1960, är en svensk fridykare som fram till februari 2020 hade det svenska rekordet i statisk apnea på 8 minuter och 43 sekunder. Han har vunnit SM Guld 2008, 2009, 2011, 2012 och 2013 och VM-brons 2009 och 2011. Hans personliga rekord på träning är 9 minuter och 11 sekunder.
Dextegen har varit ordförande i Stockholm Apnea 2008-2014.
Han är från och med VM 2013 pensionerad från fridykningen och arbetar som IT-projektledare och hypnostränare. Han har då arbetat med hypnosträning av andra fridykare.